# Forcoli
Forcoli is een plaats (frazione) in de Italiaanse gemeente Palaia.